# Varlık Vergisi
De Varlık Vergisi (Nederlands: Welzijnsbelasting) was een Turkse belasting die in 1942 werd ingevoerd om extra militaire uitgaven van Turkije te bekostigen, met het oog op een eventuele oorlogsdeelname aan de Tweede Wereldoorlog. In werkelijkheid werd de belasting discriminatoir toegepast en werden niet-islamitische minderheden onevenredig belast in tegenstelling tot de moslims. Tegenwoordig wordt ook wel vermoed dat de werkelijke reden achter de belasting het breken van de economische machtspositie van niet-islamitische minderheden was.

## Achtergrond
Turkije was neutraal in de Tweede Wereldoorlog, maar werd gaandeweg omringd door strijdende partijen: bezet Griekenland in het westen, Asbondgenoot Bulgarije in het noordwesten, de Sovjet-Unie in het noordoosten, en de Vichy-Franse mandaatgebieden in het zuidoosten. Turkije had een zeer strategische ligging en het was niet ondenkbaar dat een der zijden de Turkse neutraliteit zou schenden, zoals in 1941 al met Iran was gebeurd. Om de te voorziene extra militaire uitgaven voor Turkije te bekostigen, werd de Varlık Vergisi ingevoerd. De betreffende fiscale wet was voorbereid door Şükrü Saracoğlu's CHP-regering, en werd op 11 november 1942 door het Turkse parlement aangenomen en op 15 maart 1944 teruggedraaid.

## Heffingsgrondslag, tarief en uitwerking
De Varlık Vergisi belastte voornamelijk onroerend goed en ondernemingen in iedere vorm. Het tarief was echter zeer arbitrair. Over het algemeen moesten niet-islamitische minderheden als joden, Grieken en Armenen tot tien keer hogere tarieven betalen dan Turkse moslims. Ook werden zij sneller als belastingplichtigen aangemerkt. Bovendien moesten deze minderheden de belasting in een keer binnen dertig dagen betalen. Termijnbetaling was niet toegestaan. Wie niet kon betalen moest zijn bezittingen verkopen, en wie daarna nog steeds niet kon betalen werd gedeporteerd naar een werkkamp in het noordoosten van het land. Tweeduizend personen werden naar een kamp bij Aşkale gedeporteerd, waarvan 21 het niet overleefden. Ouderen die het sneeuw schepten rondom de Kop berg maakten afspraken met sommige jongeren uit de dorpen van Aşkale, zodat zij in hun plaats gingen. Daar stond een dagelijkse geldelijke vergoeding tegenover.
| Gemeenschap | Turkse belasting |
| ----------- | ---------------- |
| Armenen     | 232%             |
| Joden       | 179%             |
| Grieken     | 156%             |
| Moslim      | 4,94%            |

## Opbrengst
Op 15 maart 1944 werd de Varlık Vergisi afgeschaft. Op dat moment waren 114.368 belastingplichtigen aangeslagen voor een brutobelasting van 465.384.820 lira. Hiervan werd 109.985.481 lira wegens de afschaffing uiteindelijk niet ingevorderd, en 40.478.399 lira terugbetaald wegens vrijstellingen, aftrekposten en dergelijken. Netto is derhalve 314.920.940 lira in de Turkse nationale schatkist gevloeid.
In Istanboel waren 62.575 personen belastingplichtig. Van deze groep waren 54.377 personen niet-moslim.

## Gevolgen
De Varlık Vergisi had niet het gewenste effect. Weliswaar bracht deze geld op, maar leidde dit ook tot inflatie, omdat alle bedrijven de belasting via hun prijzen omsloegen op hun klanten en afnemers.
De wet zelf werd hevig bekritiseerd en op 15 maart 1944 ingetrokken, na nog geen 2 jaar van kracht te zijn geweest. De belasting had toen al velen van hun bezittingen en soms hun vrijheid beroofd. De Democratische Partij, op dat moment in de oppositie, wist mede door de onvrede over de Varlık Vergisi een grote verkiezingsoverwinning te boeken op de regerende kemalistische Republikeinse Volkspartij, en maakt zijn entree in de regering.
De belasting blijft nog steeds een controversieel onderwerp in Turkije. De verfilming van het boek Salkım Hanımın Taneleri (Mrs. Salkim's Diamonds) van de schrijver Yilmaz Karakoyunlu, dat de Varlık Vergisi als onderwerp had, stuitte op verbolgen reacties uit de politiek. Directeur intellectueel eigendom en cinema Özcan Çetin van het Ministerie van Cultuur verklaarde, dat de film niet onderhevig is aan censuur en dat de voordracht voor de Academy Awards op initiatief van de Turkse filmsector gebeurd. De film van regisseur Tomris Giritlioğlu was de Turkse inzending voor de Oscar voor beste niet-Engelstalige film in 1999.

## Voetnoten
1. ↑  (tr)  Yorgo Hacıdimitriadis’in Aşkale - Erzurum Günlüğü (1943), Ayhan Aktar, İletişim Yayınları, İstanbul, 2011.
2. ↑  Corry Guttstadt: Turkey, the Jews, and the Holocaust. Cambridge University Press, 2013. p. 75
3. ↑  Andrew G. Bostom: The Legacy of Islamic Antisemitism: From Sacred Texts to Solemn History. Prometheus Books; Reprint edition, 2008. p. 124
4. ↑  Nergis Erturk: Grammatology and Literary Modernity in Turkey. Oxford University Press, 2011. p. 141
5. ↑  (tr) “Salkım Hanımın Taneleri” tartışması NTV, 27 augustus 2017. Geraadpleegd 27 mei 2019